# Sextant (navigatie)

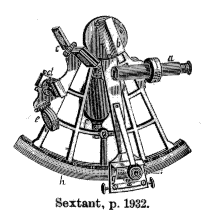
Sextant

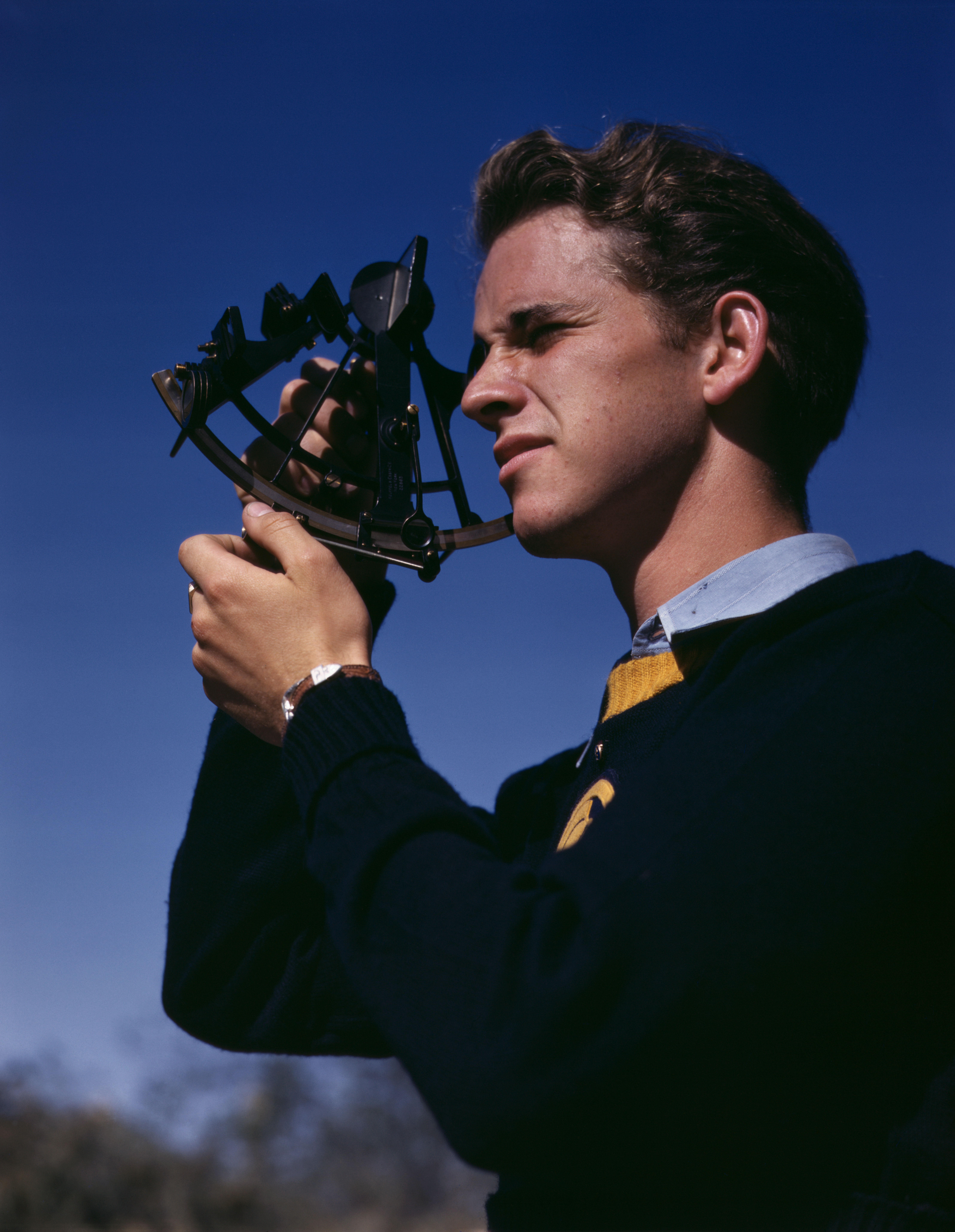
Sextant in gebruik

Een sextant  en octant  zijn nautische navigatieinstrumenten waarmee de verticale hoek tussen een hemellichaam en de horizon wordt gemeten. Als naast de verticale hoek ook de datum en het tijdstip van de dag bekend zijn (uit een almanak), kan de meridiaan (de lengtecirkel) worden berekend (de positie in oost-westrichting). Het kon eveneens gebruikt worden om de afstand tussen twee punten op het land te vinden.
De nauwkeurigste bepaling verkrijgt men door de zon te schieten tijdens zijn culminatie, om 12:00 uur zonnetijd, wanneer de zon zijn hoogste punt heeft bereikt. Een andere bepaling, de poolshoogte wordt genomen door de hoogte van de poolster te meten, hiervoor is de exacte tijd niet van belang en wordt (bij benadering) meteen de breedtegraad (de positie in noord-zuidrichting) van de waarnemer bepaald.
Vanwege zijn grotere nauwkeurigheid heeft de sextant de jakobsstaf en het astrolabium vervangen. De sextant en de octant waren echter wel veel duurder dan de veel eenvoudiger gemaakte jakobsstaf. In 1747 kostte een octant fl. 75,--, een jacobsstaf fl. 5,--.

## De uitvinding van de octant
Op de bijeenkomst van de Royal Society in Londen op 13 mei 1731 toonde John Hadley twee ontwerpen van een dubbel reflecterend instrument. In 1732 werd een houten exemplaar van Hadley en een messing exemplaar van Jonathan Sisson op zee beproefd. Toen verscheen ook de eerste beschrijving van het toestel in de Philosophical Transactions van de Royal Society. Hadleys tijdgenoot John Theophilus Desaguliers schreef reeds in 1735 dat 'geen enkel schip een grote zeereis zou mogen maken zonder een exemplaar aan boord te hebben'. Johns broer George Hadley maakte een tweede beschrijving van het instrument met de doelgroep (de zeevarenden) voor ogen.
Omstreeks dezelfde tijd kwamen ook de uitvinder Thomas Godfrey (1704-1749) uit Philadelphia (Pensylvania) en de Londenaar Caleb Smith met hetzelfde ontwerp. Godfreys 'quadrant' werd in 1733 bij de Royal Society aanvaard als onafhankelijke uitvinding. Voor zover bekend zijn er van zijn hand geen exemplaren bewaard gebleven. Smiths kwam in 1734 met hetzelfde concept op de proppen; hiervan zijn er wel nog enkele exemplaren bekend.
De thans oudst bekende octant is van de Londense instrumentenmaker Jonathan Sisson (c. 1690-1747) en dateert uit 1735. Het is een eenvoudig houten instrument dat op de boog met de graadverdeling gesigneerd is.

## Verspreiding in de Nederlandse Republiek
Spoedig na de uitvinding in Engeland werd de octant bekend in Frankrijk en de Nederlandse Republiek. 
- In de verkoopcatalogus van instrumentenmaker Jan van Musschenbroek uit 1735 komt de octant voor.
- Kapitein van de Teijlingen van de Admiraliteit van Amsterdam Joris de Visscher (1710-1740) was de eerste Nederlander van wie bekend is dat hij de octant gebruikte in 1737 op een reis naar West-Indië.
- De V.O.C. besloot in 1747 formeel om de octant te gebruiken op alle schepen van de Compagnie, maar het instrument werd reeds sinds 1742 incidenteel gebruikt op Compagnieschepen.

Een Nederlandse vertaling van de beschrijving van John Hadley verscheen pas in 1753.

## Sextant en octant
De benaming sextant geeft aan dat de vaste gradenboog van dit instrument een zesde deel van een cirkel beslaat, dus 60°, 1/6 deel van een cirkelomtrek
De benaming octant geeft aan dat de vaste gradenboog van dit instrument een achtste deel van een cirkel beslaat, dus 45°, 1/8 deel van een cirkelomtrek. 
De octant verschijnt op het maritieme toneel in 1731, maar wordt in 1758 al snel verdrongen door de sextant met een groter meetvermogen.

## Onderdelen
De octant of de sextant  bestaat uit:
- een vast driehoekig frame met aan de onderzijde een gradenboog. De booglengte bepaalt de naam van het instrument.
- een beweegbare index-arm (ook alidade genoemd), vastgemaakt in de top van het driehoekig frame,  die kan roteren over de gradenboog (aan de onderzijde van het frame) met een stelschroef en micrometer of nonius
- een klem om de beweegbare index-arm te klemmen op de vaste gradenboog
- een spiegel, vastgemaakt op de index-arm (de index-spiegel)
- een halve spiegel/half doorkijkvenster, vastgemaakt op het frame (de horizonspiegel)
- een telescoop (oculair) rechttegenover de horizonspiegel om door het half doorkijkvenster de horizon te zien en gelijktijdig door de andere spiegelhelft de reflectie van de index-spiegel.
- beweegbare grijsfilters om verblinding van het oog door de zon te voorkomen als men door het oculair kijkt.

## Het principe van de dubbele reflectie

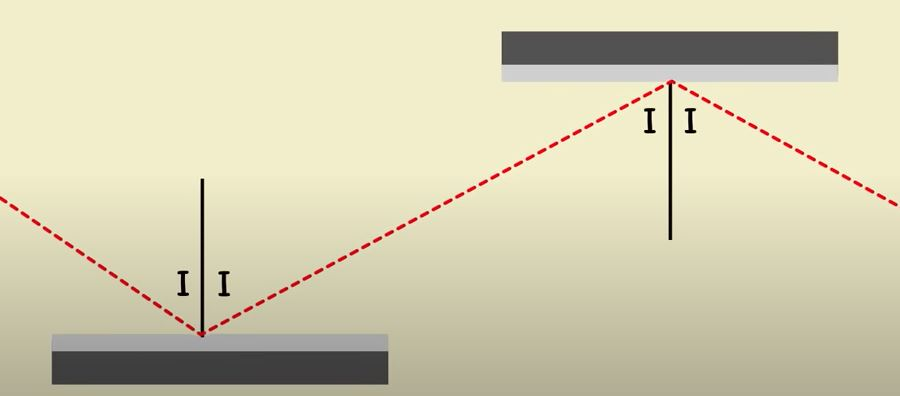
De hoek tussen de invallende en reflecterende lichtstraal is dezelfde met een weerkaatsing tussen twee opeenvolgende parallelle spiegels

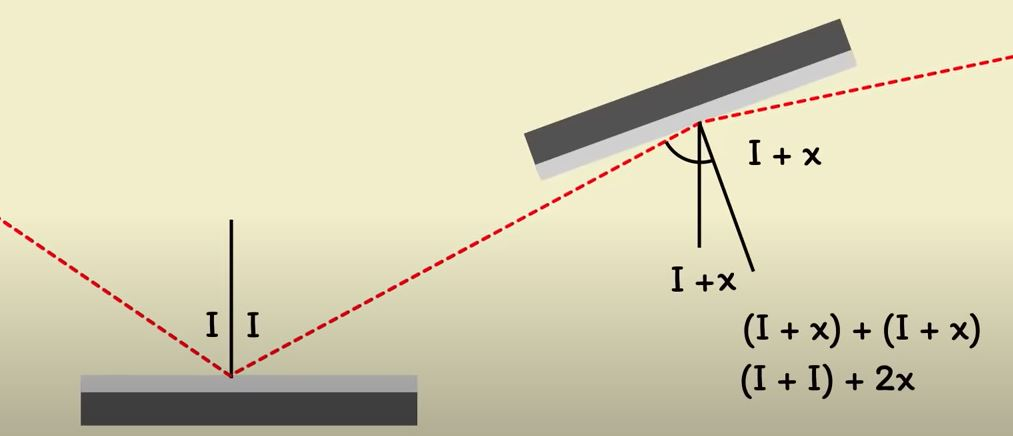
De hoek die de tweede spiegel maakt met de eerste is x, terwijl de hoek die tussen de invallende en de reflecterende straal ontstaat 2x groter is

Wanneer een lichtstraal gereflecteerd wordt door twee spiegels die na elkaar opgesteld zijn, dan is de hoek tussen de invallende en reflecterende lichtstraal dubbel zo groot als de hoek tussen beide spiegels. Daarom is de schaal op de gebogen rand van de octant in 90° (en niet 45°) en bij een sextant in 120° (en niet in 60°) verdeeld, dubbel zoveel als de beweging van de index-arm.
Met behulp van een nonius die op de beweegbare arm is bevestigd kan tot op tienden van een graad nauwkeurig de hoek tussen horizon en een hemellichaam bepaald worden.

## Fouten en correcties van de octant of de sextant

### Excentriciteitsfout
Als het draaipunt van de alidade niet overeenkomt met het geometrisch centrum van de gradenboog, is er sprake van een excentriciteitsfout. De resulterende correctie is niet constant en hangt af van de gemeten hoek.

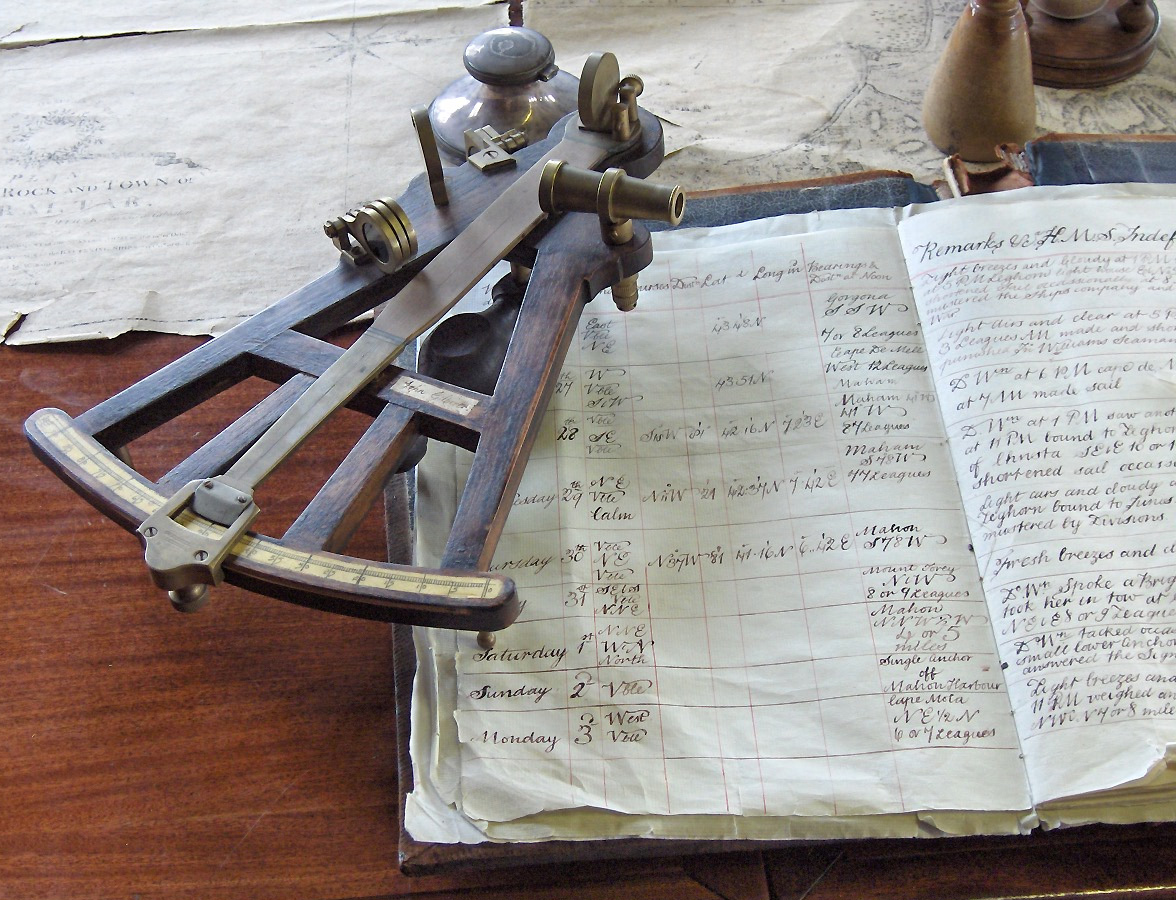
18e-eeuwse octant en logboek aan boord van het fregat Grand Turk

De excentriciteitsfout wordt door de fabrikant vastgesteld. Deze levert dan samen met de sextant een certificaat waarop men de nodige correcties kan terugvinden.

### Spiegelparallax
Als de index-arm van het instrument op 00°00' staat, moeten de twee spiegels evenwijdig zijn. Als dat niet het geval is, heeft men een fout (de spiegelparallax). Die is gelijk aan de hoek waaronder, vanuit het object, de spiegels worden gezien. Bij het waarnemen van een object (zon, ster) op grote afstand is deze fout bijna te verwaarlozen.

### Collimatiefout
De collimatiefout is de aflezing van de sextant bij een evenwijdige spiegelstand. Het is een vaste fout bij elke meting en om deze fout te bepalen moet men een object op grote afstand waarnemen (dan is de spiegelparallax te verwaarlozen).
Om de collimatiefout vast te stellen zet men de index-arm op 00°00'. Als het rechtstreekse beeld van de horizon niet in het verlengde van het weerkaatste beeld van de horizon ligt, draait men aan de stelknop tot ze wel in elkaars verlengde liggen. De aflezing daarop duidt de collimatiefout aan.

### Indexfout
De indexfout is een combinatie van de spiegelparallax en van de collimatiefout en moet bepaald worden voorafgaand aan elk gebruik van de sextant. Zolang de indexfout kleiner is dan drie minuten zal men ze opnemen in de berekeningen. Als de indexfout te groot wordt, zal men de sextant opnieuw moeten afstellen.

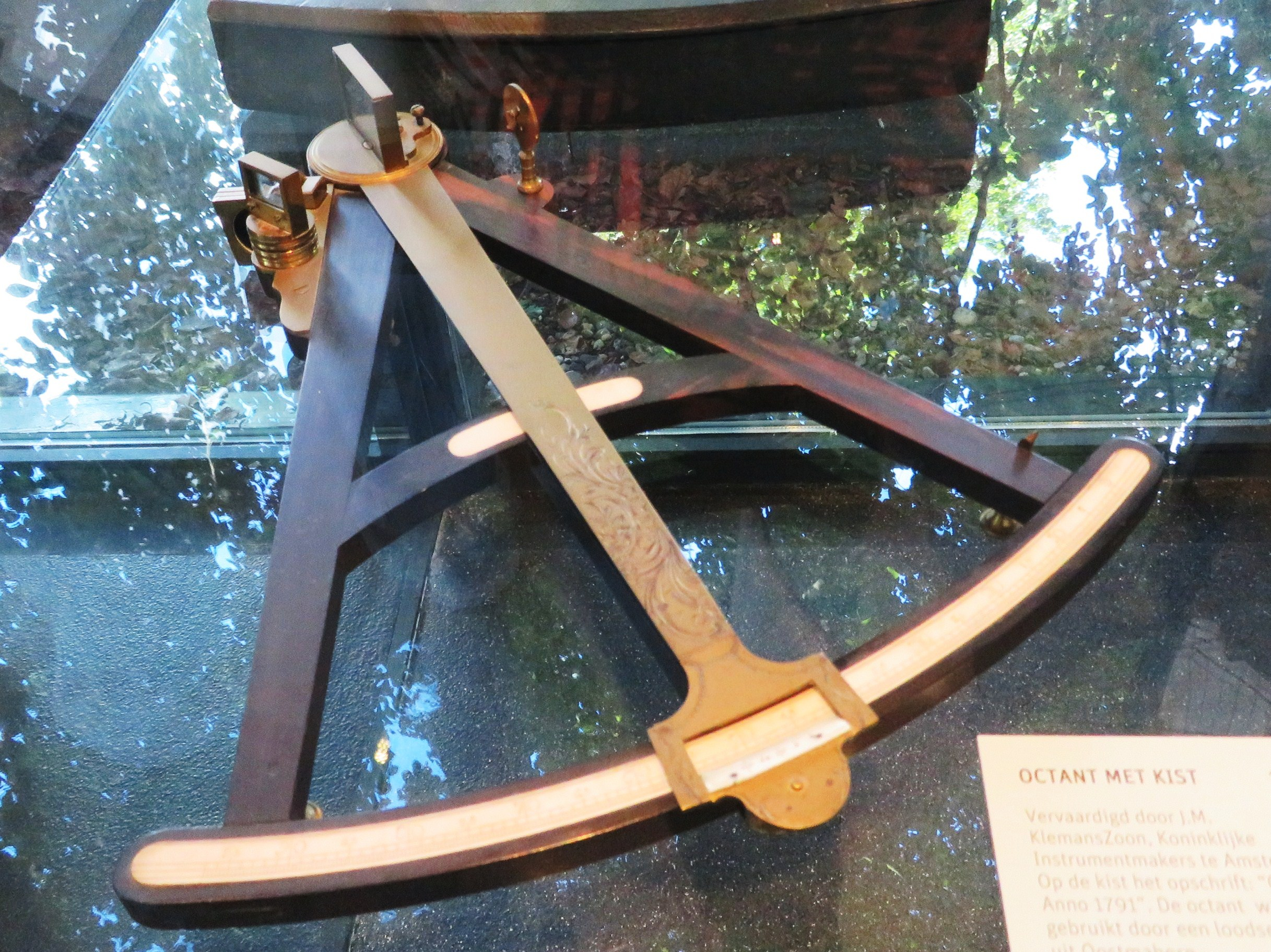
Octant in het Fries Scheepvaart Museum in Sneek

### Andere fouten van de sextant
De sextant wordt soms beïnvloed door andere fouten die door de gebruiker niet gecontroleerd noch verbeterd kunnen worden:
- Fouten in de verdeling van de gradenboog, op trommel met micrometerschroef of op de noniusboog.
- Vervorming van de optische oppervlakken van de spiegels.
- Constructiefout van de kijker (telescoop)

### Fouten van de gebruiker
Bepaalde handelingen van de gebruiker kunnen ook de nauwkeurigheid van de metingen aantasten.
- Hoekfout te wijten aan:
  - een gebrek aan ervaring van de gebruiker
  - een onduidelijke horizon
  - de helderheid van de hemel
  - de weersomstandigheden (het rollen en stampen van het schip).
- Tijdfout: de meting met heet instrument moet altijd rusten op een gesynchroniseerde opname van het exacte tijdstip van de meting.
- Fout in de gegiste positie op het ogenblik van de meting met de sextant.

### Correcties
De ware hoogte (hw) is gelijk aan de gemeten hoogte (hi) verbeterd door een aantal correcties, namelijk de instrumentale correctie (ic) en een aantal parameters die afhankelijk zijn van de hoogte van de waarnemer boven het zeeoppervlak, van de astronomische refractie en van het waargenomen hemellichaam (zon, maan, planeet, ster)
De instrumentale correctie hangt af van de excentriciteitsfout en van de indexfout. De correctie voor de excentriciteit (e) vindt men terug op het bijhorend certificaat van de fabrikant. De indexcorrectie (i) is afhankelijk van de indexfout.

## Aanwezigheid in musea
- In Rijksmuseum Boerhaave in Leiden is in de vaste opstelling van het museum een octant van Jan van Wijk te zien, dat stamt uit 1760-1770. Inventarisnummer V09203.[8]
- Een 18e-eeuwse octant van het type Hadley is te bekijken in het Brugse stadhuis.[9]
- Het Museum of the History of Science van de Universiteit van Oxford bezit een exemplaar gemaakt door Thomas Howard uit Liverpool, 1769 (inventarisnr. 33700). Een video over hoe het toestel te gebruiken vind je hier[10]
- In het Galata Museo del Mare in Genua kan men een exemplaar bekijken dat nog in zijn houten houder zit (inventarisnr. 1796).[11]
- In het Museo Galileo in Florence bezit men vroeg exemplaar van een octant[12] en een compact 19e-eeuws exemplaar van een sextant.[13]
- Het Universiteitsmuseum Utrecht bezit een octant door de Londense instrumentenbouwer Jonathan Sisson dat vermoedelijk ouder is dan 1760. Het museum heeft het verworven uit de instrumentenverzameling van de Amsterdamse regent Gerard Aarnout Hasselaer. [6]

## Zie ook

Demonstratie van het gebruik. Klik op de afbeelding voor verdere instructies